# .gq
.gq là tên miền quốc gia cấp cao nhất (ccTLD) của Guinea Xích Đạo. Vào tháng 11, 2006, trang đăng ký chính thức dường như không hoạt động, và một vài trang vẫn hoạt động với tên miền này.